# Dag van de Kosmonauten

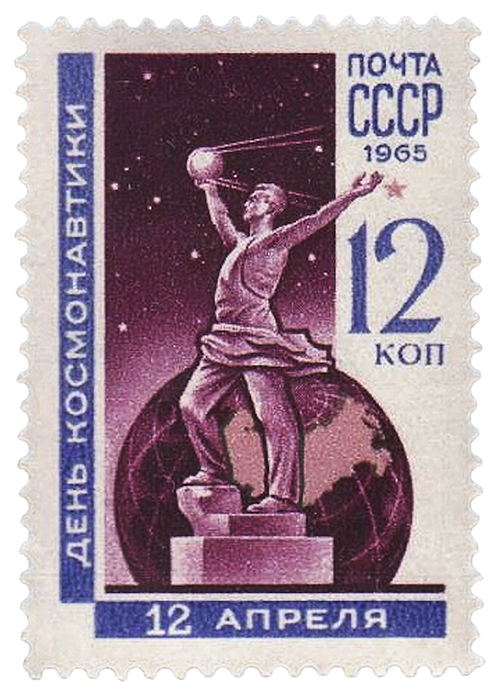
Een postzegel uit 1965 uitgegeven in de Sovjet-Unie om de Dag van de Kosmonauten te herdenken.

De Dag van de Kosmonauten (Russisch: День Космона́втики) is een gedenkdag op 12 april in Rusland en een aantal andere voormalige Sovjetlanden. Op deze dag wordt herdacht dat Joeri Gagarin op 12 april 1961 als eerste persoon in de ruimte was. Hij draaide toen in bijna twee uur rond de Aarde aan boord van het Vostok 1-ruimtevaartuig.
Op 7 april 2011 verklaarde de Algemene Vergadering van de Verenigde Naties 12 april als Internationale Dag van de Bemande Ruimtevaart. Wereldwijd wordt op 12 april Yuri’s Night gevierd, ook bekend als World Space Party.